# Gens Cupienia

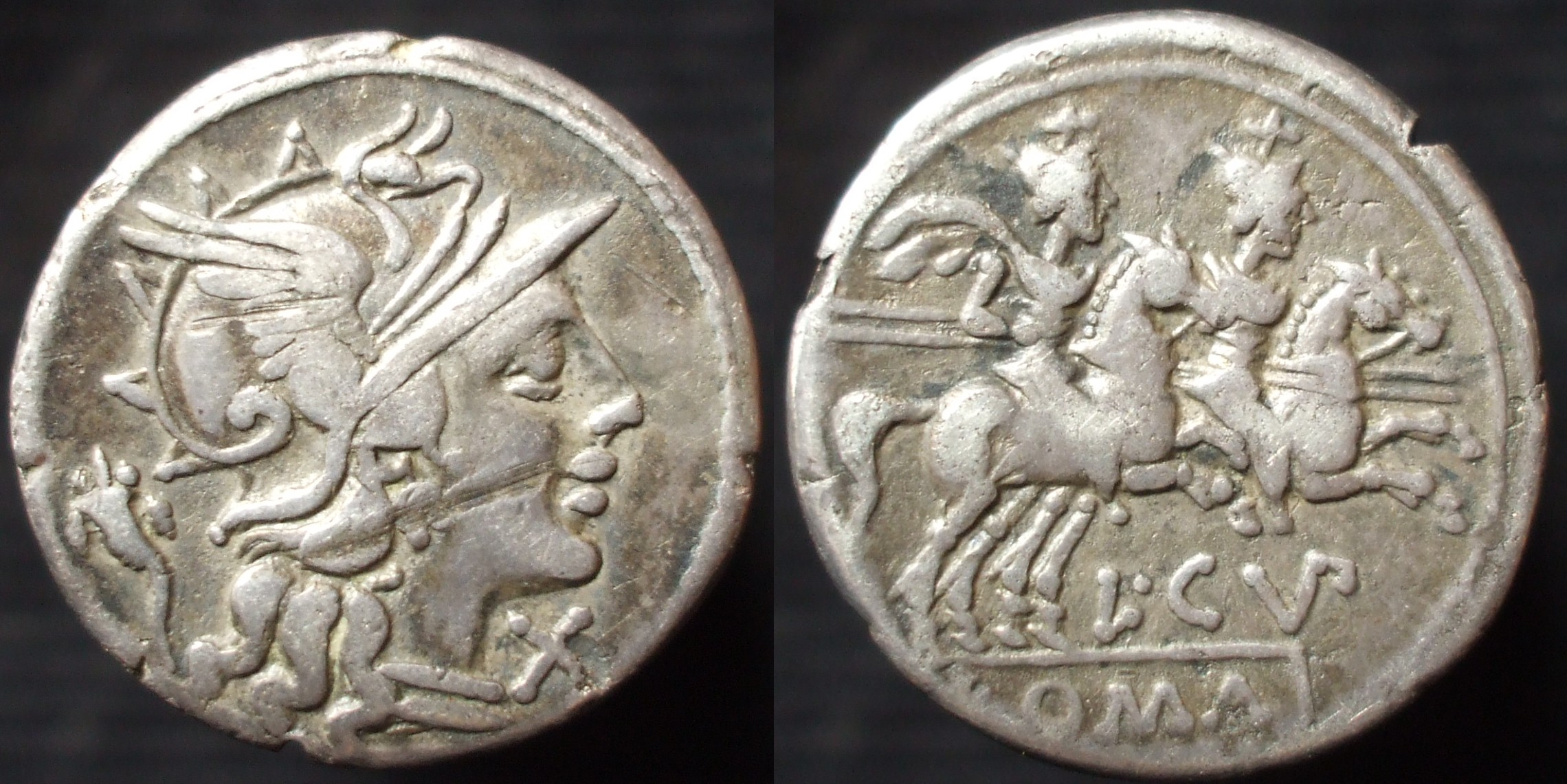
Denario de Lucio Cupienio, 147 a. C. La cornucopia está detrás de la cabeza de Roma, en el anverso.

La gens Cupienia o Cupiennia era una familia plebeya en la antigua Roma. Los miembros de esta gens se mencionan por primera vez hacia el final de la República. Ninguno de ellos alcanzó altos cargos.

## Miembros
- Lucio Cupienio, triumvir monetalis en el 147 a. C. Sus monedas presentan una cornucopia, una posible alusión a su nombre.[2][3]
- Cayo Cupienio, amigo de Cicerón, que le escribió una carta en el 44 a. C., recordándole la amistad que había existido entre él y su padre, y suplicando a Cupienio que se interesara por los asuntos de la gente de Butrinto.[4]
- Cayo Cupienio Libo, habitante de Cumas y amigo de Augusto, dijo el escoliasta de Horacio que era el mismo Cupienio atacado por Horacio a causa de sus relaciones adúlteras con matronas romanas.[5]